# Buky u Janovic
Buky u Janovic jsou dva památné stromy – buky lesní rostoucí u lesní cesty pod hájenkou v Janovicích v katastrálním území obce Jívka v okrese Trutnov v Královéhradeckém kraji. Chráněny jsou od roku 2001 pro svůj vzrůst.
- číslo seznamu: 605043.1/2, 605043.2/2
- obvod kmene 470 cm, 370 cm
- výška: 33 m, 29 m
- věk: 140 let